# Strömberg (företag)

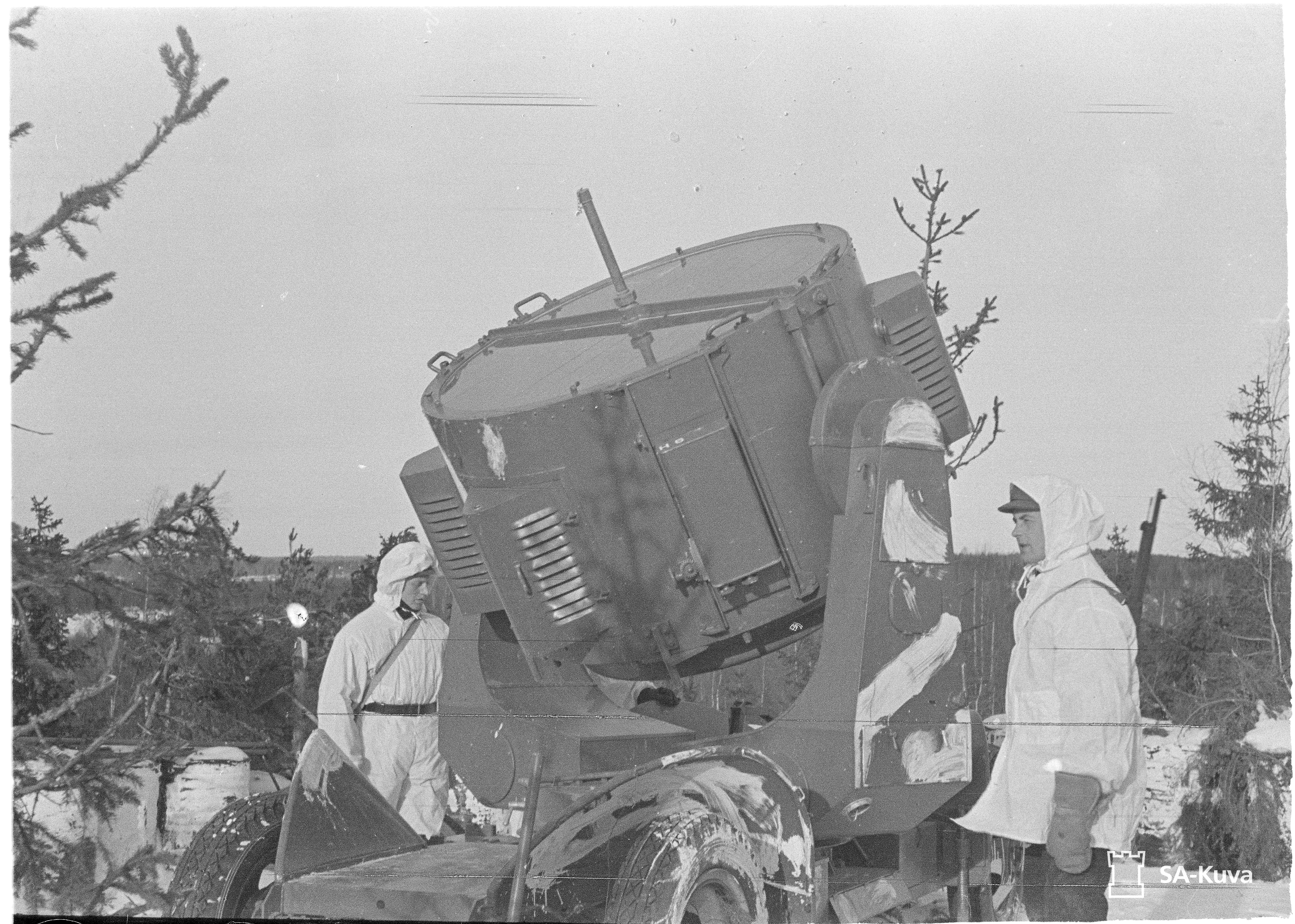
Strömberg luftvärnstrålkastare i Gäddvik i Esbo 1940

Oy Strömberg Ab, tidigare Ab Gottfr. Strömberg Oy, var ett finländskt elektrotekniskt industriföretag.
Gottfrid Strömberg grundade 1889 en elektroteknisk rörelse på Eriksgatan i Kampen i Helsingfors. Han började där tillverka elektriska generatorer, elmotorer och mindre kraftverk.  År 1898 förlades produktionen till Sörnäs i Helsingfors och från 1916 i ett nytt fabriksområde i Sockenbacka. Den utvidgades också senare, från 1944, med en fabrik i Strömbergsparken i Vasa. Gottfrid Strömberg ledde företaget till 1919.
Företaget var på 1980-talet känt för att utveckla skyddsreläer. Strömberg har tillverkat elektriska komponenter för många spårbundna fordon, som gjorts i Finland och till rysktillverkade lokomotiv till Finlands järnvägar.
Strömberg var under perioden 1983–1986 sammanslaget med Kymmene Oy, men Strömbergsdelen köptes 1986 av ASEA. Efter fusionen 1988 mellan ASEA och Brown Boveri & Cie till ABB, ändrades företagets namn till ABB Strömberg.